# 안트로도코
안트로도코(이탈리아어: Antrodoco)는 이탈리아 라치오주 리에티도에 위치한 코무네다.